# Xoridesopus lineatus
Xoridesopus lineatus là một loài tò vò trong họ Ichneumonidae.